# 柴恪
柴恪（1543年—1603年），字子舒，號慎庵，湖廣承天府潜江县人。明朝政治人物、進士出身。

## 生平
生于嘉靖二十二年癸卯十一月二十三日，孝子柴浩四世孫，十岁能属文，十一而孤，就学于岳父郭嵩門下。十七补邑诸生，万历七年（1579年）己卯以选貢中乡试，十七年（1589年）登己丑科進士，次年授常州府无锡知县，在任五年，以政绩卓著，二十三年（1595年）升兵部职方司主事，萬曆二十五年因兵部尚書石星册封日本，误国欺君一案，柴恪等十九人被问责，贬为添注陕西延川尉，後辞官归乡，在城南营建别业，建一亭，命名为寤言亭。萬曆三十一年十二月十七日卒，享年六十一。天啓年追贈尚寶司丞，祀乡贤。

## 家族
曾祖柴蕙。祖父柴明。父柴廷𤇍，生员。
元配郭氏，封孺人，給事中郭嵩之女，生二子：一真、一德。侧室朱氏生子一谷。孫柴瑗。